# Budapest Ferencváros
Budapest Ferencváros – stacja kolejowa w Budapeszcie, w dzielnicy Ferencváros, na Węgrzech. Posiada 3 perony.